# Coates (Lincolnshire)
Coates – przysiółek w Anglii, w Lincolnshire, w dystrykcie West Lindsey, w civil parish Stow. Leży 11,7 km od miasta Gainsborough, 13,4 km od Lincoln i 206 km od Londynu.
W 1931 roku civil parish liczyła 30 mieszkańców. Coates jest wspomniana w Domesday Book (1086) jako Cotes.